# Luigi Randazzo
Luigi Randazzo (Catania, 30 aprile 1994) è un pallavolista italiano, schiacciatore dell'Emma Villas.

## Carriera

### Club
La carriera di Luigi Randazzo inizia nel 2008 nella Lube di Treia: resta legato al club marchigiano per cinque stagioni, giocando sempre nelle squadre giovanili, anche se sia nella stagione 2010-11 che in quella 2011-12 ottiene qualche convocazioni in prima squadra, in Serie A1, con cui si vince la Challenge Cup 2010-11.
Nella stagione 2013-14 viene ingaggiato dalla Callipo di Vibo Valentia, per poi passare, nell'annata 2014-15, alla Città di Castello. Nella stagione successiva difende i colori del Molfetta, sempre in Superlega.
Per il campionato 2016-17 torna nuovamente alla Lube: tuttavia a metà annata viene ceduto in prestito al BluVolley Verona. Sempre con la formula del prestito, per la stagione 2017-18, si accasa al Padova, dove resta per due annate.
Nella stagione 2020-21 firma per la Top Volley Latina, mentre in quella successiva è alla neopromossa Prisma Taranto, sempre nella massima divisione italiana.
Nell'annata 2022-23 veste la maglia del club egiziano dell'Al-Ahly, in Egyptian Volleyball League, con cui vince la Supercoppa egiziana e il campionato arabo per club 2023. Nella stagione successiva rientra in Italia alla Saturnia Acicastello, in Superlega, per poi passare, nell'annata 2024-25 all'Emma Villas, in Serie A2.

### Nazionale
Nel biennio dal 2010 al 2012 viene convocato nella nazionale under 20 italiana, con cui vince la medaglia d'oro al campionato europeo 2012, nel 2011 è nella nazionale under 19, mentre dal 2011 al 2013 è in quella under 21, aggiudicandosi il bronzo al campionato mondiale 2013.
Nel 2014 ottiene le prime convocazioni nella nazionale maggiore, conquistando, nello stesso anno, la medaglia di bronzo alla World League. Nel 2017 vince la medaglia d'argento alla Grand Champions Cup.

## Palmarès

### Club
- Supercoppa egiziana: 1

2023
- Challenge Cup: 1

2010-11
- Campionato arabo per club: 1

2023

### Nazionale (competizioni minori)
- Campionato europeo under 20 2012
- Campionato mondiale under 21 2013

### Premi individuali
- 2014 - Serie A1: Miglior under 23